# Cogorno
Cogorno (ligurisch Cogörno) ist eine Stadt in der italienischen Metropolitanstadt Genua mit 5701 Einwohnern (Stand 31. Dezember 2023).

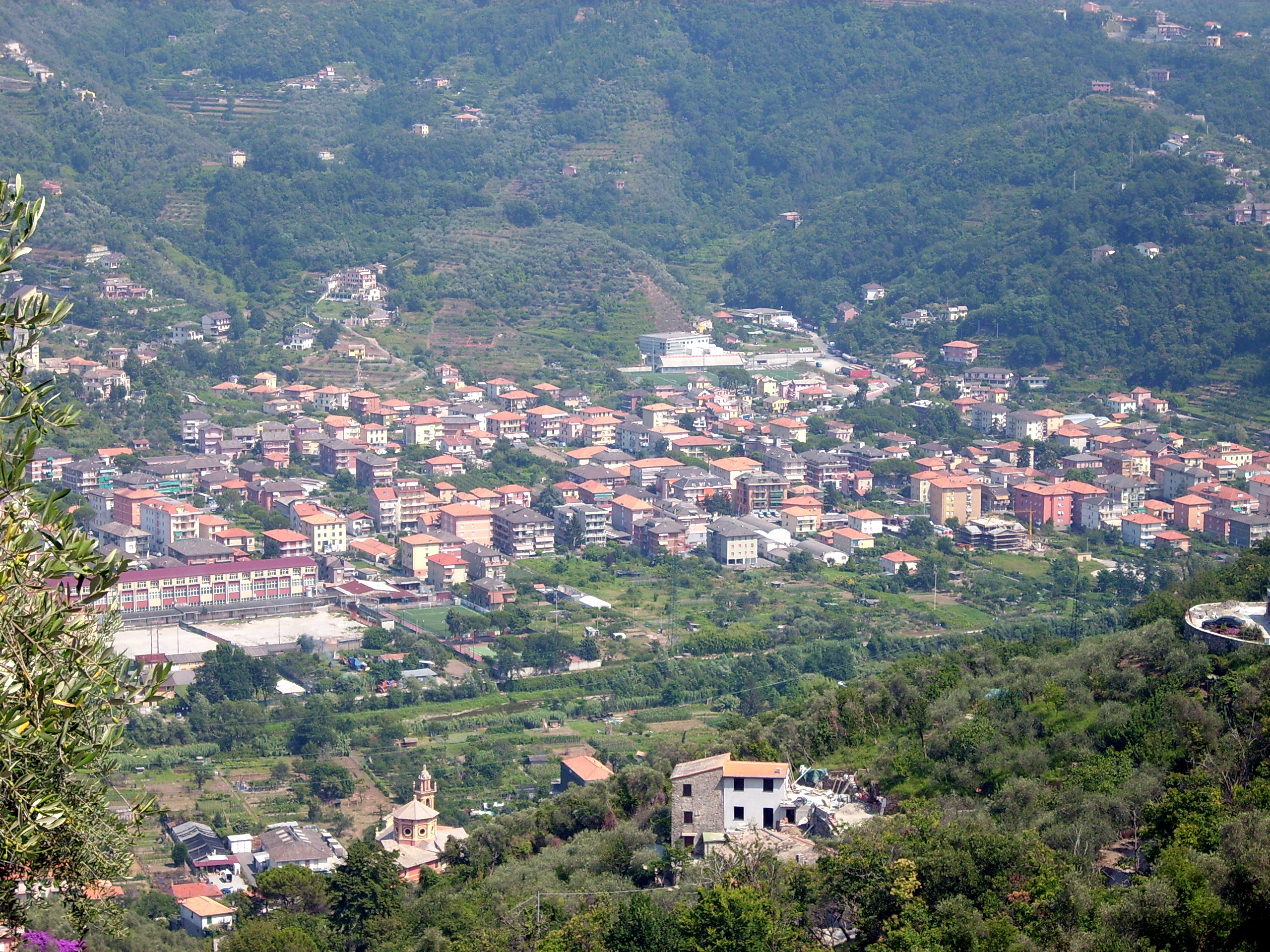
Blick über die Stadt

## Geographie
Cogorno liegt zwischen den beiden Tälern Fontanabuona und Graveglia am Ufer des Flusses Entella. Das Territorium der Stadt bildete mit weiteren 16 ligurischen Kommunen die Comunità Montana Fontanabuona.
Nach der italienischen Klassifizierung bezüglich seismischer Aktivität wurde Cogorno der Zone 3 zugeordnet. Das bedeutet, dass sich die Stadt in einer seismisch wenig aktiven Zone befindet.

## Architektur
Bedeutendstes Bauwerk ist die auch Basilica dei Fieschi genannte Kirche San Salvatore in der gleichnamigen Fraktion, benachbart der Palazzo dei Fieschi.